# 양산 통도사 만세루
양산 통도사 만세루(梁山 通度寺 萬歲樓)는 대한민국 경상남도 양산시 하북면 지산리, 통도사에 있는 건축물이다. 
1981년 12월 21일 경상남도의 유형문화재 제193호 만세루로 지정되었다가, 2018년 12월 20일 현재의 명칭으로 변경되었다.

## 개요
통도사 안에 위치한 만세루는 법회나 법당의 주요행사를 열 때 사용하던 누각이다. 부처의 설법이 만세를 누린다는 뜻으로 만세루라 이름을 지었다. 세운 시기는 알 수 없으나 조선 인조 22년(1644)에 영숙화상이 보수했다고 알려져 있다.
앞면 5칸·옆면 3칸으로 기둥의 높이가 길고 기둥 사이가 넓어 대규모의 건물로 느껴진다. 가운데칸 양쪽 기둥 위에 밖으로는 용머리를, 그 안쪽으로는 용꼬리를 새겨 출입구를 강조했다. 내부 역시, 기둥 위와 그 사이에 꽃모양 받침의 장식이 있어 위엄이 느껴진다.
원래 누각은 땅에서 높이 들려 있는 것이 일반적이나 이 건물은 돌기단 위에 세워져 있다. 그 이유는 건물이 높으면 많은 승려나 신도가 오르내리는데 불편함이 있기 때문이다. 이 건물은 원래 벽이 없고 기둥만 있던 것으로 보인다. 내부 바닥이 우물 정(井)자 모양의 우물마루라는 점을 빼고는 누의 모습을 찾아볼 수 없다.
전체적으로 짜여진 구조로 보아 조선 후기의 건축양식이다.

## 같이 보기
- 통도사

## 참고 문헌
- 양산 통도사 만세루 - 국가유산청 국가유산포털